# Hans Joachim Moser
Hans Joachim Moser, född 25 maj 1889, död 14 augusti 1967, var en tysk musikhistoriker, son till violinisten Andreas Moser.
Moser var från 1927 professor vid universitetet i Berlin och direktör för akademin för kyrko- och skolmusik där. Han författade bland annat Geschichte der deutschen Musik (5:e upplagan, 3 band, 1928-30) och Die evangelische Kirschenmusik (1926). Moser framträdde även som sångare och kompositör.